# シャルル・ミシェル・ド・レペー

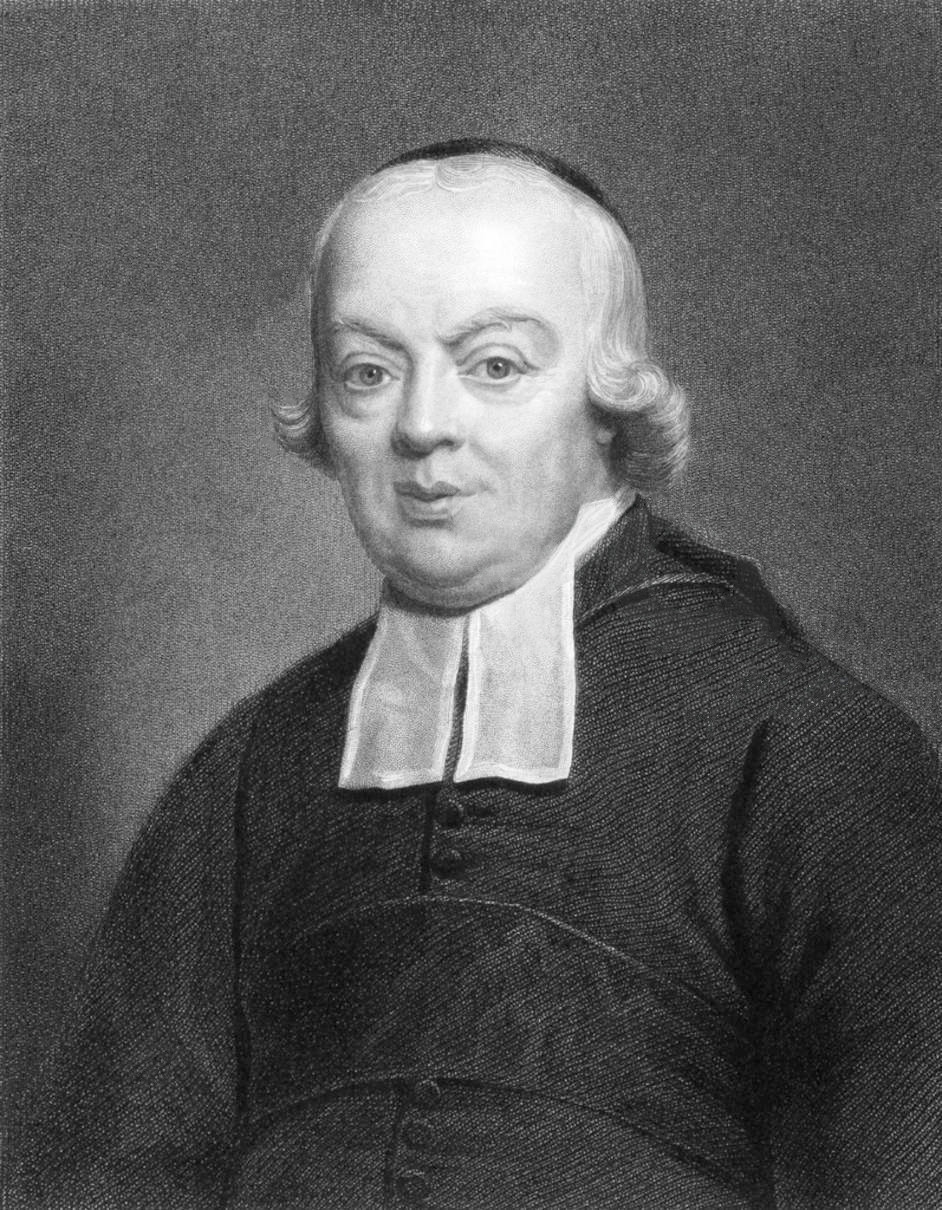
シャルル＝ミシェル・ド・レペー

シャルル・ミシェル・ド・レペー（Charles Michel de l'Epée, 1712年11月24日 - 1789年12月23日）は、フランスの思想家・教育者。
ヴェルサイユで裕福な家庭に生まれた。カトリック教会の司祭となるべく神学教育を受けたが、ジャンセニスムを否定しなかったため司祭に叙階されず、最終的にはアベとなる。
レペーが聾教育を始めたのは、聾の双子の姉妹との出会いだった。双子を教えようとしていた人が亡くなったことがわかり、自ら教えることを申し出た。そののち、1750年頃に聾唖学校を自費で設立し、死ぬまで財政的に学校の運営を賄うことになる。
1760年に聾教育に関することを本に著したが、他の国にも知られるようになり、神聖ローマ皇帝ヨーゼフ2世とロシア女帝エカチェリーナ2世がそれぞれパリ国立聾唖学校へ教師養成に教師志望者を派遣した。

レペーの死後、フランス政府が聾唖学校（パリ国立聾唖学校）の運営を引き受け、シカルド師 (Abbé Roch-Ambroise Concurron Sicard) が継いだ。